# Савчук Павло
Савчук Павло (*1903 — †6 липня 1969) — український поет, драматург, критик, літературознавець, публіцист, вчений-педагог. Псевдонім — П. Буковинець. Дійсний член НТШ.

## З біографії
Народився 1903 р. у Городенці (Західна Україна). Здобув філологічну освіту. Воював у лавах УГА та УНР. Після війни жив у США. Співпрацював із журналами «Світання», «Визвольний шлях», «Вісник» та іншими. 6 липня 1969 р. помер.

## Творчість
Автор п'єс «УПА в Карпатах»
(1951), «Чотирьох з мільйонів»
(1951), «Облога замку», «У листопадову ніч»; збірки віршів «В бурі
життя» (1954), поеми «Гетьман Мазепа», багатьох науково-публіцистичних статей.
- Савчук П. Вибрані твори: Ювіл. вид. в одному томі. — Нью-Йорк, 1955. — 159 с.
- Савчук П. В бурі життя: Поезії 1935—1940. — 3-е вид. — Нью-Йорк, 1954. — 80 с.
- Савчук П. Гетьман Мазепа. Історична поема. — Нью-Йорк, 1959. — 159 с.
- Савчук П. Сон матері. Трагедія. — Нью-Йорк: Накладом автора, 1953. — 32 с.
- Савчук П. Чотирьох з мільйонів. Трагедія. — Нью-Йорк, 1951. — 67 с.
- Савчук П. УПА в Карпатах. Драма на 5 дій. — Джерзі Ситі, 1951. — 46 с.